# Vlag van Aysén del General Carlos Ibáñez del Campo

Vlag van Aysén del General Carlos Ibáñez del Campo
(officieus)

De onofficiële vlag van Aysén del General Carlos Ibáñez del Campo bestaat uit een witte achtergrond met het regionale wapen in het midden, waarop een muletruiter te paard en een hond door een weiland rijdt, terwijl op de achtergrond een fjord en heuvels te zien zijn. Het wapen heeft een gouden rand met witte sneeuwvlokken. Dit embleem, ontworpen rond 1993, is aanwezig bij de ingang van het Nationaal Congres van Chili, samen met de vlag van de andere 14 regio's van het land.
Dit artikel of een eerdere versie ervan is een (gedeeltelijke) vertaling van het artikel Bandera de la región de Aysén del General Carlos Ibáñez del Campo op de Spaanstalige Wikipedia, dat onder de licentie Creative Commons Naamsvermelding/Gelijk delen valt. Zie de bewerkingsgeschiedenis aldaar.